# Saint-Christophe-de-Chaulieu
Saint-Christophe-de-Chaulieu è un comune francese di 124 abitanti situato nel dipartimento dell'Orne nella regione della Normandia.
Nel territorio comunale vi è la sorgente del fiume Noireau.

## Società

### Evoluzione demografica
Abitanti censiti